# Христосков, Людмил
Людмил Владимиров Христосков (12 мая 1936, София — 29 марта 2023) — болгарский геофизик-сейсмолог, академик Болгарской академии наук (2003).

## Биография
Родился в 1936 году в Софии. Окончил Высший институт горного дела и геологии (болг. Висши минно-геоложки институт) по специальности геофизика в 1959 году. Работал по распределению геофизиком, в 1960 году пришёл в секцию сейсмологии Геофизического института БАН. Был научным и старшим научным сотрудником, руководителем секции сейсмологии, заместителем директора, директором института.
Получил степень кандидата физико-математических наук в 1972 году, защитив диссертацию на тему «Некоторые проблемы исследований динамических характеристик сейсмических волн» («Някои проблеми в изследванията на динамичните характеристики на сеизмичните вълни»). В 1983 году защитил диссертацию соискание учёной степени доктора физико-математических наук на тему «Развитие теоретических основ и прикладных аспектов магнитудной классификации землетрясений» («Развитие на теоретичните основи и приложните аспекти в магнитудната класификация на земетрясенията»). В 1986 избран профессором сейсмологии. Член-корреспондент БАН с 1995 года, действительный член Болгарской академии наук с 2003 года.
Более 25 лет преподавал на физическом факультете Софийского университета, читал лекции за рубежом. Член программного комитета более 50 научных конференций. Эксперт по сейсмологии в ООН. Член Европейской сейсмологической комиссии, Международной ассоциации по сейсмологии и физике недр.
Скончался 29 мая 2023 года.

## Публикации
Христосков — автор многочисленных научных трудов, охватывающих теоретические вопросы сейсмических закономерностей, сейсмическую активность регионов Болгарии, регулирование строительства в сейсмоактивных регионах и другие проблемы, в том числе книг и монографий:
- (соавт.) Геодинамика на Балканите (1980)
- (соавт.) Магнитуда землетрясений в сейсмологической практике : Волны PV и PVS (1980)
- (соавт.) Организирани и индивидуални действия при силно земетресение: ръководство (1989)
- Земетръсни източници и вълново поле в Земята (2007)
- Земетресенията: опасност и противодействие (2000, переиздание 2009)
- Сеизмология. Часть I: Сеизмични вълни в изотропни среди. Часть II: Земетръсни източници и вълново поле в Земята :  учебное пособие (2005—2007)

## Награды
Научная и научно-организационная деятельность отмечена рядом наград: орденами «Кирилл и Мефодий» I и II степеней, премией БАН за достижения в науках о земле и космосе, почётным знаком БАН имени Марина Дринова, медалью «1300 лет Болгарии» (1981), юбилейной медалью «100 лет болгарской геологии» (1980) и др.